# Pop progressivo
Il pop progressivo, dall'inglese progressive pop (a volte abbreviato in prog pop), è uno stile di musica pop nato negli anni sessanta. 
Correlato al rock progressivo, si caratterizza per i continui cambi di tonalità e ritmo, i suoni sperimentali e i trattamenti sonori che sovvertono ironicamente le convenzioni del passato. Lo stile venne definito "una razza più snella di pomp rock" derivativa dei Beatles, mentre altri lo hanno considerato "una musica appetibile per le masse, ma meno usa e getta della vecchia musica pop che rimane in classifica per sei settimane prima di venire dimenticata".
Fra gli artisti correlati allo stile vi sono i Beatles, gli Electric Light Orchestra, Todd Rundgren, i Supertramp, i Queen, Alan Parsons, Kevin Ayers e gli XTC.

## Storia

### Anni sessanta
Lungo la metà degli anni sessanta, periodo in cui la musica pop sperimentava nuovi suoni, stili e tecniche, si diffuse la parola "progressive" in quanto ogni singolo e canzone pubblicata diventava una "progressione" rispetto a quella precedente. Nel 1967, Paul McCartney dei Beatles affermò: "Noi (i Beatles) eravamo un po' stanchi delle dodici misure per tutto il tempo, così iniziammo a fare qualcosa di diverso. Poi arrivarono Dylan, gli Who e i Beach Boys (...) Stiamo tutti tentando di fare più o meno la stessa cosa." Prima della nascita del pop progressivo, avvenuta verso la fine del decennio, gli esecutori musicali non potevano decidere il contenuto artistico della loro musica. Brian Wilson dei Beach Boys è stato reputato uno dei primi artisti ad aver deciso come gestire il proprio studio di registrazione.

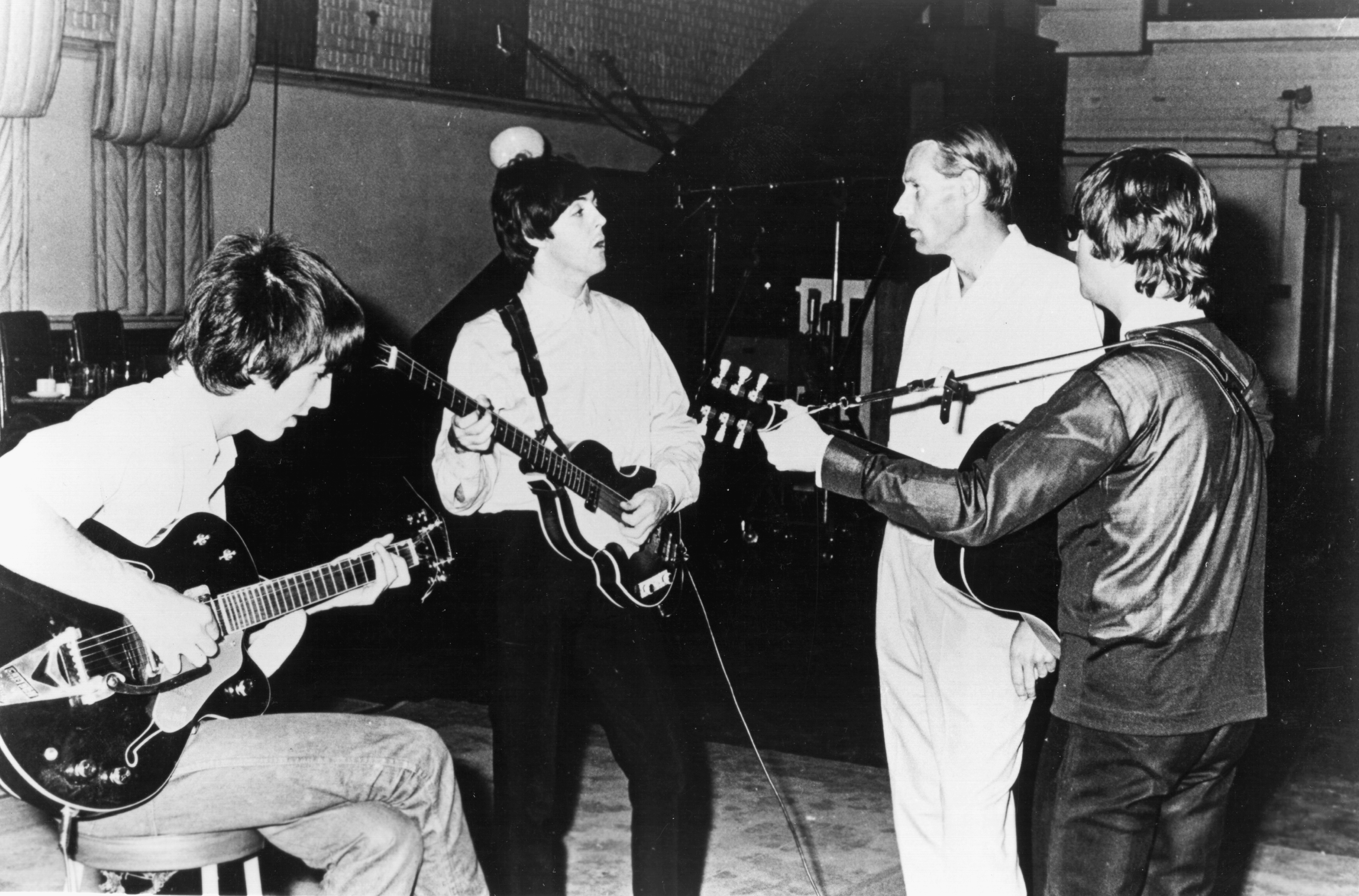
I Beatles e George Martin.

Bill Martin reputa i Beatles e i Beach Boys alcuni dei primi importanti contributori alla nascita del rock progressivo, in quanto trasformarono il rock, fino a quel momento una musica da ballare, in un genere destinato prevalentemente all'ascolto. Secondo Walter Everett, l'album Rubber Soul dei Beatles, uscito nel 1965, è "per essere pensato piuttosto che ballato", nonché un album che iniziò una "moda lontana" nel suo rallentare i tempi musicali della musica pop e rock. Dopo la pubblicazione di Pet Sounds dei Beach Boys avvenuta nel 1966, l'album venne salutato dalla stampa britannica come quello "più progressive pop di sempre". Secondo un articolo di Cleveland, Pet Sounds rese il gruppo i "padri del pop progressivo".

Stando alle considerazioni di Simon Grilo, il pop progressivo dei Beatles venne esemplificato dal singolo Strawberry Fields Forever/Penny Lane (1967). Secondo il musicologo Allan Moore:
Alla fine degli anni sessanta, il pop progressivo venne accolto con dubbio e disinteresse. Pete Townshend degli Who sostiene che all'epoca "andava un sacco di merda psichedelica" alludendo alla "spazzatura" promossa dalle classifiche, e che molti lavori ambiziosi del periodo venivano bollati come "pretenziosi". Credeva che "chiunque fosse buono era diventato di nuovo più o meno insignificante." Secondo Nik Cohn l'industria della musica pop si era divisa "all'incirca fra l'ottanta per cento di musica brutta e il venti per cento di musica idealista." Considerava quell'ottanta per cento costituito dal pop prevalente mentre il resto era pop progressivo "di gusto esoterico." Predisse anche che quest'ultimo genere sarebbe stato nominato con un altro nome (probabilmente "musica elettrica") e che la sua relazione con la musica pop sarebbe stata simile a quella fra i film artistici e quelli di Hollywood. Mentre il pop progressivo non si è "ridotto a una setta minoritaria", come scrisse Cohn un anno dopo, "in Inghilterra, non avevo completamente torto ... Ma, in America, mi sono sprimacciato completamente - la nazione di Woodstock ha continuato a crescere e, nonostante tutta la sua serietà e le sue pretese di poesia, qualcuno come James Taylor ha ottenuto lo stesso fascino di massa delle celebrità precedenti."

### Anni settanta - oggi
Il rock progressivo venne inaugurato negli anni settanta in seguito alla combinazione di grandiosità classica e sperimentalismo pop degli anni sessanta. Nonostante la sua grande visibilità, il genere subì un calo di interesse che portò a una diminuzione delle vendite di album progressive nonché una riduzione della trasmissione di musica prog nelle stazioni radio FM. Secondo Breithaupt e Breithaupt, questo ha creato un vuoto per "una serie di nuove, più blande band 'serie', il cui umorismo (Queen), acume pop (Supertramp) e stile (Roxy Music) garantirono loro la sopravvivenza negli anni ottanta." Gruppi quali i Queen e gli Electric Light Orchestra suonavano un pop progressivo le cui fondamenta erano gettate nel rock progressivo senza che ciò compromettesse il loro successo.
Edward Macan considera il pop sinfonico britannico come una costola del rock progressivo che si affida direttamente sul songwriting, sui ricchi arrangiamenti vocali e su una pienezza quasi orchestrale; cita fra gli artisti i Supertramp, gli ELO, i 10cc, gli Alan Parsons Project e Al Stewart. A partire dalla fine degli anni settanta, ebbe termine l'epoca in cui le case discografiche concedevano grande libertà agli artisti sui loro contenuti artistici e nel marketing e iniziarono a imporre controlli più rigidi. Ciò rese più commerciale lo stile dei gruppi progressivi e poco più tardi, lungo i primi anni ottanta, si diffuse la credenza che il rock progressivo avesse cessato di esistere.
Nel 1985, Simon Reynolds ha affermato che il movimento britannico New Pop ha cercato di "colmare" il divario tra il pop "progressivo" e la sua controparte commerciale. Nel 2008, John Wray del New York Times ha annunciato "il ritorno della one man band", osservando una recente tendenza progressista pop che ha coinvolto gruppi o collettivi quali gli Arcade Fire, Broken Social Scene e gli Animal Collective. Nel 2017, il cantautore e musicista Steven Wilson, intervistato riguardo al suo album To the Bone, influenzato dal pop progressivo, ha riportato che c'erano pochi album moderni paragonabili ai «dischi di progressive pop enormemente ambiziosi che ho amato (degli anni settanta e ottanta)». Wilson dichiara anche che quei dischi «sono abbastanza accessibili in superficie, ma se si sceglie di ascoltarli a un livello più profondo, si possono trovare stratificazioni nella produzione, musicalità e alcuni testi riflessivi».